# Anna Katarina

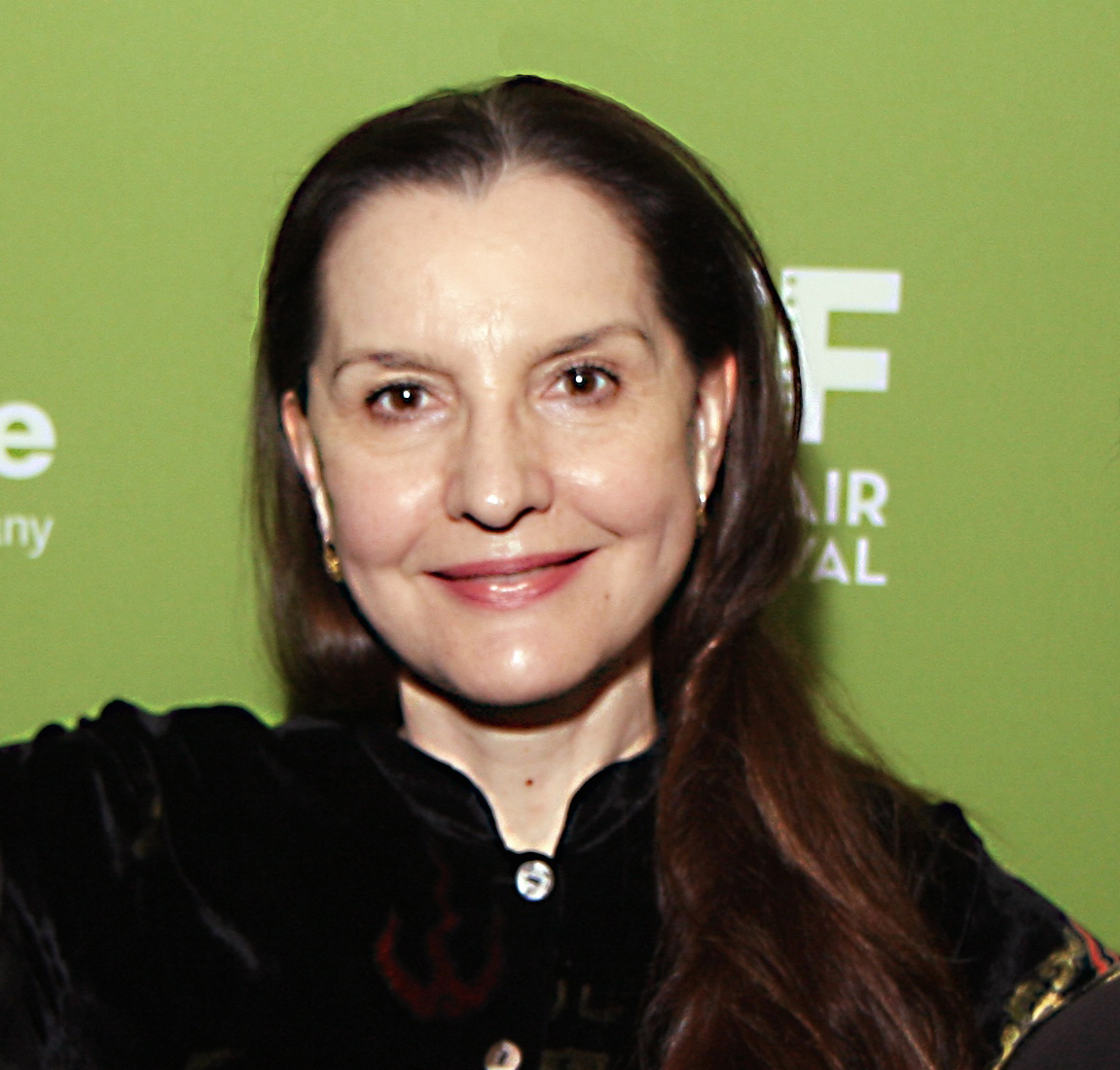
Anna Katarina (2014)

Anna Katarina (* 14. März 1960 in Bern) ist eine Schweizer Schauspielerin.

## Leben
Katarina erlernte in ihrer Jugend Klavier. Sie wanderte in die Vereinigten Staaten aus, wo sie ab 1987 ihre Schauspielkarriere begann. Katarina ist vor allem in kleinen Nebenrollen zu sehen, so spielte sie „Poodle Lady“ in dem Film Batmans Rückkehr. Ihr Schaffen umfasst mehr als 20 Film- und Fernsehproduktionen.

## Filmografie (Auswahl)
- 1987: Raumschiff Enterprise – Das nächste Jahrhundert (Star Trek: The Next Generation, Fernsehserie, 1 Folge)
- 1988: Die Jugger – Kampf der Besten (The Blood of Heroes)
- 1990: Der Tod des unheimlichen Hulk (The Death of the Incredible Hulk)
- 1992: Tatort: Marion
- 1997: The Game
- 2010–2012: Boardwalk Empire (Fernsehserie, 6 Folgen)
- 2012: Der Diktator (The Dictator)

## Weblink
- Anna Katarina bei IMDb

| Personendaten    | Personendaten            |
| ---------------- | ------------------------ |
| NAME             | Katarina, Anna           |
| KURZBESCHREIBUNG | Schweizer Schauspielerin |
| GEBURTSDATUM     | 14. März 1960            |
| GEBURTSORT       | Bern                     |